# Sigagan
Sigagan is een bestuurslaag in het regentschap Padang Lawas Utara van de provincie Noord-Sumatra, Indonesië. Sigagan telt 379 inwoners (volkstelling 2010).